# Cyanoplax lowei
Cyanoplax lowei is een keverslakkensoort uit de familie van de Lepidochitonidae. De wetenschappelijke naam van de soort is voor het eerst geldig gepubliceerd in 1918 door Pilsbry.